# (18239) Ekers
(18239) Ekers (1251 T-2) – planetoida z grupy pasa głównego asteroid okrążająca Słońce w ciągu 5,4 lat w średniej odległości 3,08 j.a. Odkryta 29 września 1973 roku.